# K12
K12 – jeden ze szczytów w grupie Saltoro Range, części Karakorum. Leży w części Kaszmiru kontrolowanej przez Indie, tuż przy kwestionowanej granicy z Pakistanem.
K12 nie jest zbyt często odwiedzanym szczytem, częściowo z powodu nieustabilizowanej sytuacji politycznej regionu. Pierwszego wejścia dokonali dwaj japońscy wspinacze: Shinichi Takagi i Tsutomu Ito w 1974 r. Obaj zginęli podczas schodzenia, ich ciał nigdy nie odnaleziono.